# フレームレート
フレームレート（frame rate）は、動画において単位時間あたりに処理させるフレームすなわち「コマ」の数（静止画像数）を示す、頻度の数値である。通常、1秒あたりの数値で表し、fps（英: frames per second＝フレーム毎秒）という単位で表す。
映像のサンプリング周波数ともいえ、表示装置（テレビ受像機・ビデオモニター・ディスプレイ等）のリフレッシュレート同様、単位にヘルツ (Hz)が使われる場合もある。ただし、リフレッシュレートと必ずしも同一の値を示すものではない（後述）。
連続しているものを対象とした標本化であることから、ヒトの視覚における残像効果・ストロボ効果に由来する、映像の質感や見た目に大きく関係する。値が大きくなるほど動きが滑らかに見えるが、テレビや映画はデジタルカメラに以降後もフィルム撮影を想定したフレームレートで制作しているため、単純に滑らかであれば良い訳ではない。

## 概要

### 指標
動画の処理全般で映像信号や映像機器の規格の仕様、性能の目安、伝送に要求される通信路容量の計算、などにフレームレートは使われる。コンピュータグラフィックス (CG)を用いた映像編集における処理・出力で求められるフレームレートは、ハードウェア、ソフトウェア、ネットワークの性能により左右される。
媒体や規格によって、フレームレートはさまざまに異なる。主な在来媒体のフレームレートは以下の通り（コマ (映画・漫画)#その他の映像のコマも参照）。
- 23.976 fps - 映画等のフィルムのコマ数の換算[3]。コンピュータでは24 fpsで置き換える場合がある。
- 25 fps - PAL規格のコンポジット映像信号。ヨーロッパ、オーストラリアなどのアナログテレビ放送・ビデオソフトなど。
- 29.97 fps - NTSC規格のコンポジット映像信号。日本、北米などのアナログテレビ放送・ビデオソフトなど。コンピュータでは30 fpsで置き換える場合がある。人間の視覚に近いとされる[4]。
- 50 fps - 上記のPAL規格に準じ、秒あたりのコマ数が倍になった（より滑らかな質感の）映像。
- 59.94 fps - 上記のNTSC規格に準じ、秒あたりのコマ数が倍になった（より滑らかな質感の）映像。ISDB規格（プログレッシブ方式）など。コンピュータでは60 fpsで置き換える場合がある。
- 30 fps, 60 fps - MPEG4/AVCなどでは理論的に制作することが可能だが、対応機器とのNTSC互換などを無視した仕様になる。
- 120 fps - 映像用ではあまり普及していない。さらに現実に近いフレームレートでiPhone 13 Proなどの画面を操作できるようになる。主にゲーム向け。

技術革新が進み、各機器で60 fps以上の動画作成および再生が可能になっている。
フレームレート変更処理をコンバートと呼び、映画などでフレーム数を故意に落とすなど映像効果（シネマエフェクト）に用いられる。

### 臨場感と快適性
テレビ放送の方式など文化的な要素も影響している。
オンライン会議では15 fps程度あれば違和感を覚えないとされる。
YouTubeではアップロードする動画のフレームレートに関して「24~60 fps」を推奨している。
映画はフィルム時代から伝統的に毎秒24コマ、テレビは毎秒30コマを想定し撮影しているが、フレームレートの向上により意図しない映像で放送されていることがある。このため4Kテレビ放送（59.94 fps）の解像度を保ったまま24 fps（映画）、30 fps（テレビドラマ）など、制作側が想定したフレームレートに変換する機能を備えた録画機器も存在する。
アニメーションでは1秒間（24コマ）に何枚の絵を動かすかを決める「コマ打ち」について、滑らかさ・演出・経済性を考慮して決めている。日本では1枚の画を3枚の連続したコマに割り当てる「3コマ打ち」が滑らかに見える限界とされている。1秒間に24枚を使う「1コマ打ち」は「フルアニメーション」とも呼ばれ、「ヌルヌル動く」と表現される滑らかな動きになるがシーンによっては違和感があるため、あえて「3コマ打ち」にすることもある。
人間の視覚特性において解像度で臨場感が向上するのは4320pが上限とされるが、フレームレートによる向上は240 fpsが上限とされることから、4320pディスプレイの実用化以降は、フレームレートの向上に技術開発のトレンドが移ると予測されている。

### 走査とフレームレート
表示装置の走査方式がプログレッシブ・スキャンであればリフレッシュレートと同じ値になるが、NTSCのテレビ放送など、走査方式がインターレースの場合、フレームレートはリフレッシュレートとは一致しない。
NTSCなどでは、2:1インターレースのため、1つのフレームは、2つのフィールドからなっている。したがって求められるリフレッシュレートは表示したい映像のフレームレートの2倍となる。同じフレームレートで比較すれば、プログレッシブ・スキャンよりインターレースの方が、ヒトの視覚上は滑らかに見える。
ある低いフレームレートの映像媒体を、より高いフレームレートが求められる機器で再生する場合、表示側でちらつきや音ズレなどの不具合を感じさせないように、元のフレーム内容を動かさないままで、高いレートに合わせてフレームを再分割する処理を行う必要がある。フィルム (23.98 fps)作品をテレビ (29.97 fpsなど)で放送するための処理例はテレシネ#フレームレートと走査方式を参照。
ビデオカメラや、初期世代のコンピュータ・ゲーム機などでは、単純にリフレッシュレートに合わせて処理すれば済んだ（映像信号伝送のための同期信号）。しかし、各機器が高処理化・デジタル化するに従い、リフレッシュレートと同等の頻度で、バックエンドで必要な処理が増えるに至った（任天堂のファミリーコンピュータなどのようにスプライトベースで信号を生成するのに対し、ソニーのPlayStationなどいわゆる「次世代ゲーム機」などでは、ポリゴン処理など3DCGも30 fpsでおこない、同一時刻ベースで偶数フィールドと奇数フィールドの画像を生成していた）。CGの用語では、この処理レートを「フレームレート」と呼ぶ場合があったため、混乱が生じた。
ゲーム機におけるフレームレートでは、ニンテンドー ゲームキューブあたりまでの時代では29.97 fps（NTSC）が標準であったが、Xbox 360以降はゲームに応じて59.94 fps動作を考慮しないといけないケースが増え、PlayStation 5やXbox Series X/Sでは可変リフレッシュレート（VRR）や120 fpsが実装された。携帯機ではニンテンドー3DSやNintendo Switchにおいても29.97 fpsで動作することを前提に開発された作品が依然存在している。